# معرف المكون الفريد
معرف المكون الفريد (UNII) هو معرف أبجدي رقمي غير مملوك وفريد من نوعه حر لا لبس فيه غير دلالي مرتبطة ببنية المادة الجزيئية أو معلومات وصفية من نظام تسجيل المواد (SRS) في إدارة الغذاء والدواء. معرف المكون الفريد دائماً ما يتكون من عشرة أحرف، ويتم إنشاؤه بشكل عشوائي، حتى لا تحتوي على أية معلومات المتأصلة في وقت تسجيل الدواء أو المادة.
يتم استخدام نظام تسجيل المواد لتوليد معرفات فريدة من نوعها ودائمة بالنسبة للمواد الخاضعة للتنظيم، مثل المكونات في المنتجات الدوائية. يستخدم النظام التركيب الجزيئي ومعلومات وصفية لتحديد مادة وتوليد معرف المكون الفريد.
الوسيلة الأساسية لتحديد مادة هي التركيب الجزيئي ممثلة على بأبعاد ثنائية. عندما يكون التركيب الجزيئي غير متوفراً (كما في النباتات)، يتم تعريف معرف المكون الفريد من معلومات وصفية.
يتم توفير إجراءات وإدارة نظام تسجيل المواد من قبل مجلس نظام تسجيل المواد الذي يضم خبراء من إدارة الغذاء والدواء ودستور الأدوية الأمريكي (USP).